# Allobates bacurau
Allobates bacurau é uma espécie de anfíbio anuro da família Aromobatidae. Está presente no Brasil. Não foi ainda avaliada pela UICN.